# Stabshauptmann
Stabshauptmann è, nelle forze armate tedesche un grado militare dell'Esercito e della Luftwaffe ed è il grado più alto degli ufficiali inferiori, corrispondente al Primo capitano nell'Esercito e nell'Aeronautica militare italiana. Nella Deutsche Marine il grado corrispondente è Stabskapitänleutnant, corrispondente al Primo tenente di vascello della Marina Militare italiana. Il grado è superiore ad Hauptmann e inferiore a Major.

## Bundeswehr
Nelle forze armate tedesche gli ufficiali con il grado di capitano (Hauptmann) in attesa di essere promossi al grado di Maggiore (Major) per uno specifico periodo di tempo vengono promossi al grado di Stabshauptmann percependo lo stipendio di Maggiore. A volte coloro che hanno il grado di Hauptmann vengono promossi al grado di Stabshauptmann nel caso non vi siano liberi posti di Major.

## Storia
Il grado era presente nel XVIII secolo in molti eserciti della Confederazione germanica con la denominazione di Stabskapitän, ma a differenza delle attuali forze armate tedesche dove il grado di Stabshauptmann è superiore al grado di Hauptmann, negli eserciti tedeschi del XVIII secolo il grado era inferiore al grado di Hauptmann. Nell'Esercito prussiano il grado era intermedio tra Premierleutnant, in seguito denominato Oberleutnant, e Hauptmann.

## Bundesgrenzschutz
Stabskapitän è stato un grado della Seegrenzschutz, la sezione navale della Bundesgrenzschutz, la prima polizia di frontiera della Repubblica Federale Tedesca. Il grado di stabskapitän è stato in vigore tra il 1951 e il 1956 ed era equivalente al grado di korvettenkapitän.